# Tripa enfarinhada

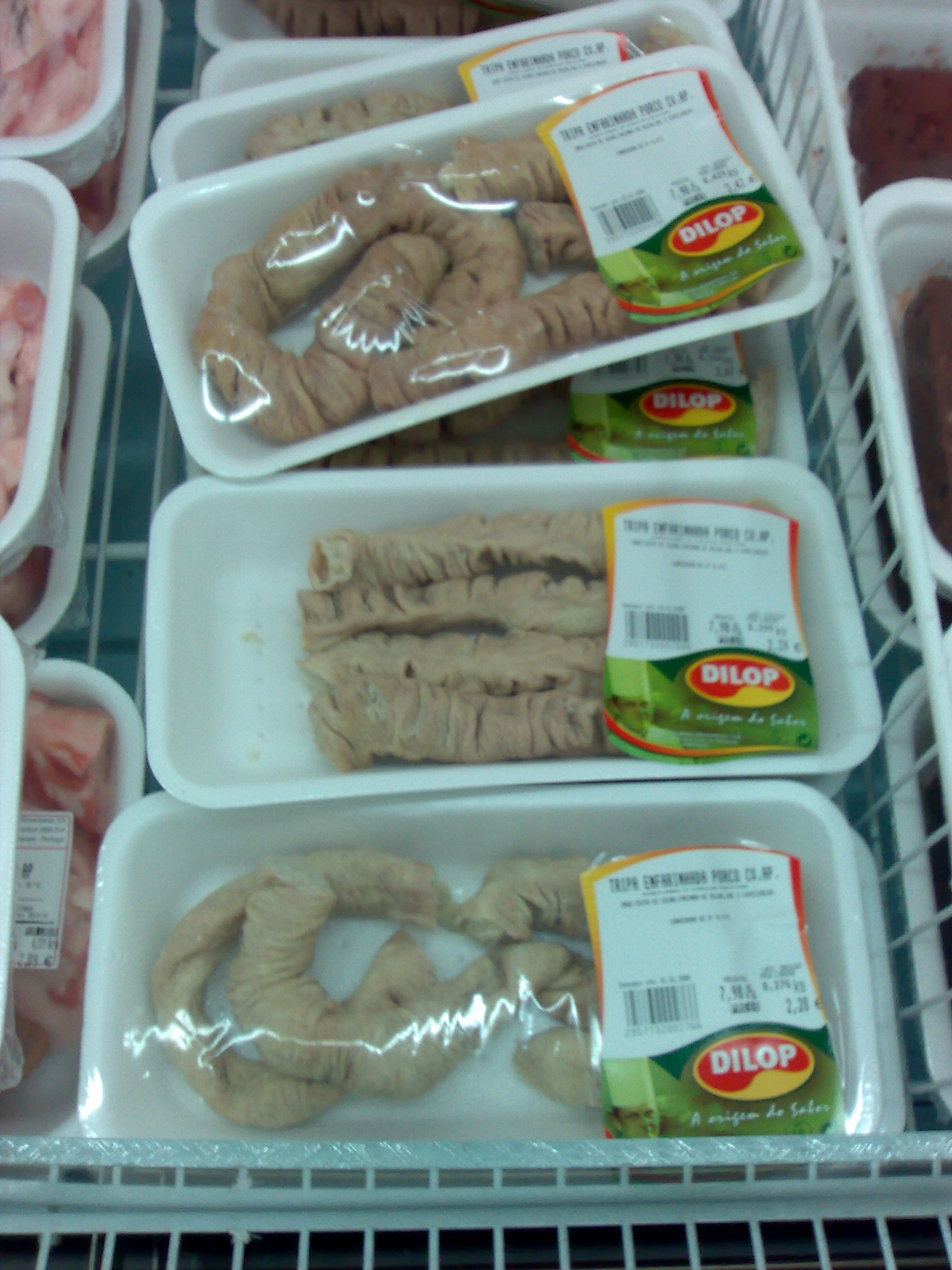
Tripas enfarinhadas cruas, num supermercado.

A tripa enfarinhada é um manjar da gastronomia portuguesa. É um enchido popular no norte de Portugal, sobretudo nas regiões do Minho e Douro Litoral. É possível adquiri-la em talhos dessas regiões, já preparada, pronta a fritar, ou fazê-la completamente em casa. Os ingredientes principais são as tripas de porco, a farinha de milho, os cominhos e a pimenta.
Normalmente, as tripas enfarinhadas são fritas e cortadas em rodelas longas. Servem de acompanhamento a pratos como os Rojões à moda do Minho ou podem ser consumidas simplesmente como petisco.